# スズキ・GSX400Sカタナ
GSX400Sカタナ は、スズキが製造販売していたロードスポーツタイプのオートバイ。

## 概要
GSX400Sカタナは、1992年に発売された。
1980年代前半に多数存在した「カタナ」のサブネームを持つネイキッドモデルとは異なり、GSX1100Sのデザインコンセプトを忠実に再現した「カタナスタイル」の外観を持つモデルである。
同様のコンセプトとして250ccクラスのGSX250SSカタナ (GJ76A) が前年1991年に発売されており、1990年代を通じてシリーズ車種として、1,100ccクラス・400ccクラス・250ccクラスにて展開された。
イヤーモデルとしては1999年が最終となり、2000年までラインナップされた。

## 遍歴
- 1992年：ブライトシルバーメタリック、デューングレイメタリック

- 1995年：ブライトシルバーメタリック、デューングレイメタリック

- 1998年：ブライトシルバーメタリック[4]

- 1999年：ブライトシルバーメタリック[5]